# Diospilus rugosus
Diospilus rugosus är en stekelart som beskrevs av Thomson 1895. Diospilus rugosus ingår i släktet Diospilus och familjen bracksteklar. Arten är reproducerande i Sverige. Inga underarter finns listade i Catalogue of Life.